# Agapanthia suturalis
Agapanthia suturalis — вид жесткокрылых из семейства усачей.

## Распространение
Распространён на Ближнем Востоке, в Сицилии, Северной Африки и Турции.

## Описание
Жук длиной от 6 до 13 мм. Время лёта с мая по июнь.

## Развитие
Жизненный цикл вида длится один год. Кормовыми растениями являются разные травянистые растения.